# Реч (1908 – 1913)
Вижте пояснителната страница за други значения на Реч.
„Реч“ (изписване до 1945 година: „Речь“) е български вестник с подзаглавие Всекидневен независим вестник, излизал в София от 1908 до 1913 година. „Реч“ един от добрите български всекидневници, с добре уредена вътрешна и външна информация.

## История
| Годишнина | Броеве      | Дати                             |
| --------- | ----------- | -------------------------------- |
| II        | 149 – 500   | 4 януари 1908 – 31 декември 1908 |
| III       | 501 – 856   | 1 януари 1909 – 31 декември 1909 |
| IV        | 857 – 1209  | 1 януари 1910 – 31 декември 1910 |
| V         | 1210 – 1515 | 1 януари 1911 – 31 декември 1911 |
| VI        | 1516 – 1913 | 1 януари 1912 – 30 юни 1913      |
| VI        | 1153 – 1247 | 7 август 1913 – 11 ноември 1913  |

Вестникът е продължение на „Нов Дневник“, чиято номерация следва. От брой № 1567 поздаглавието му става Утринен информационен вестник, а от брой № 1765 – Утринно издание.
Печата се в печатница „Балкан“, както и в печатниците на Стефан М. Стайков, Петър М. Базайтов, „Света София“, „Искра“ и „Ден“.
Директор-стопанин на вестника е Нейчо Иванов, а редактор Георги Николов. В редцията влизат и Иван Пеев-Плачков, Стефан Костов, Григор Начович, Димитър Кръстев Попов, Петър Бобчевски, Христо Статев, Владимир Бобошевски, доктор Иван Златаров, Стоян Власаков, Александър Кипров, Г. Данов, Атанас Делинешев, Стойчев. Във вестника работят и Михаил Герджиков и Христо Караманджуков. От брой № 1153 директор става Ставре Наумов.
Вестникът е финансиран от индустриалеца Слави Славов, който е член на Народната партия. Съответно вестникът е независим, но с подчертани симпатии към Народната партия.
След брой № 1746 вестникът прекъсва. Вместо него излизат като притурки 31 неномерирани броя. При възстановяването от брой № 1747 е издание на Командитно дружество „Петър Глушков“ до 30 юни 1913 година. От брой № 1913 (погрешно обозначен като 1912) по неясни причини номерацията се променя.
След като става собственост на македонския българин Петър Глушков, вестникът става наистина независим и застава на националистически позиции. Противопоставя се на личния режим на цар Фердинанд I.